# Robert Kościecha

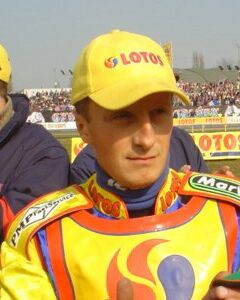
Kościecha z czasów startów w Gdańsku

Robert Kościecha (ur. 22 listopada 1977 w Grudziądzu) – polski żużlowiec.
Syn Romana Kościechy, również żużlowca.

## Kluby
Liga polska
- Apator Toruń (1995–2001)
- Polonia Piła (2002)
- Wybrzeże Gdańsk (2003–2005)
- Polonia Bydgoszcz (2006)
- Unibax Toruń (2007–2009)
- Polonia Bydgoszcz (od 2010)

## Kariera
Robert zdał licencję żużlową w 1995 i od razu został zawodnikiem Apatora Toruń. Przez sześć sezonów występował w barwach żółto-niebiesko-białych zdobywając 2 srebrne i złoty krążek w DMP. Od 2002 startował w Pilskim Klubie Żużlowym. Jednak wtedy pilanie mieli problemy finansowe, więc następnego roku "Kostek" przeniósł się do Wybrzeża Gdańsk, gdzie startował przez kolejne 3 sezony. W barwach GKS zaliczał bardzo dobre występy (udało mu się nawet otrzeć o podium IMP (4. miejsce. - 2004)). Później wybrał Polonię Bydgoszcz, w barwach której zdobył brązowy krążek DMP. W 2007 Kościecha powrócił do swojego macierzystego klubu i zdobył z Unibaxem srebrny medal DMP. Był to jednak najbardziej pechowy sezon w jego karierze, odniósł wtedy aż trzy poważne kontuzje. W 2008 "Kostek" ponownie przywdział barwy klubu z Torunia. Słaby sezon 2009 spowodował o jego odejściu do Polonii Bydgoszcz, gdzie jeździł w sezonie 2006.

## Sukcesy
Do największych sukcesów Roberta Kościechy można zaliczyć: złoty medal Drużynowych Mistrzostw Polski z drużyną Apatora Toruń w 2001,srebrny w 2007 i złoty w 2008 z Unibaksem Toruń, a także brązowy medal wraz z Tomaszem Chrzanowskim i Krzysztofem Jabłońskim w Mistrzostwach Polski Par Klubowych w sezonie 2004 oraz IV miejsce podczas finału Indywidualnych Mistrzostw Polski w 2004.

## Inne ważniejsze turnieje
- Turniej o Koronę Bolesława Chrobrego - Pierwszego Króla Polski w Gnieźnie
  - 2008 – 13. miejsce – 4 pkt → wyniki